# كلاود كينغ
كلاود كينغ (بالإنجليزية: Claude King)‏ هو ممثل بريطاني (وحمل سابقاً جنسية المملكة المتحدة لبريطانيا العظمى وأيرلندا)، ولد في 15 يناير 1875 في المملكة المتحدة، وتوفي في 18 سبتمبر 1941 بلوس أنجلوس في الولايات المتحدة.

## أعمال

### أفلام
- (1931) أروسميث
- (1931) فتاة سيئة
- (1932) قطار شنغهاي
- (1932) مبتسما للأبد
- (1933) الموكب
- (1935) الملاك الداكن
- (1935) حياة الرماح البنغالية
- (1937) مولد نجم
- (1938) لو كنت ملك
- (1940) قصة فيلادلفيا
- (1941) دكتور جيكل ومستر هايد

## وصلات خارجية
- كلاود كينغ على موقع IMDb (الإنجليزية)
- كلاود كينغ على موقع قاعدة بيانات برودواي على الإنترنت (الإنجليزية)
- كلاود كينغ على موقع قاعدة بيانات الفيلم (الإنجليزية)